# Велко Јотов
Велко Николајев Јотов (буг. Велко Николаев Йотов; Софија, 26. август 1970) бивши је бугарски фудбалер.

## Каријера
Јотов је рођен 26. августа 1970. у бугарској престоници Софији.
Дебитовао је 1988. за тим Левског, за који је играо до 1993. године. Потом је играо за шпански Еспањол (1993-1995), четири године је наступао за аргентински Њуелс олд бојс (1995-1999). Пред крај каријере је играо у Бугарској за Олимпик Тетевен (1999), а затим за америчке клубове Чарлстон Бетери (2000-2001) и Атланту Силвербекс (2002—2005).
Играчку каријеру је завршио 2005. године. Ради као координатор и тренер на фудбалској академији у Атланти.
Од 1991. до 1995. године одиграо је 7 утакмица за репрезентацију Бугарске и постигао 1 гол. Био је у саставу репрезентације на Светском првенству у САД 1994. године; Бугарска је освојила четврто место, али није улазио у игру на ниједној утакмици.

## Успеси

### Клуб
Левски Софија
- Прва лига Бугарске: 1993.
- Куп Бугарске: 1991, 1992.

### Репрезентација
- Бугарска
  - Светско првенство: четврто место 1994.